# Michael Heghmanns
Michael Heghmanns (* 18. September 1957 in Lobberich) ist ein deutscher Jurist und Hochschullehrer an der Universität Münster.

## Leben
Nach dem Studium der Rechtswissenschaften von 1976 bis 1982 an der Universität Hannover arbeitete Heghmanns ab 1983 zunächst als Richter auf Probe beim Land Niedersachsen. 1985 wechselte er als Staatsanwalt an die Staatsanwaltschaft Hannover. Von 1989 bis 1990 war er als Staatsanwalt kurzzeitig in den Hochschuldienst an der Universität Hannover abgeordnet, danach arbeitete er noch bis 1998 für die Staatsanwaltschaft Hannover. Bereits 1991 hatte er bei Diethart Zielinski an der Universität Hannover zum Dr. jur. promoviert. 1998 folgte ebenfalls in Hannover die Habilitation, mit der er die venia legendi für die Fächer Strafrecht, Strafprozessrecht und Strafvollzugsrecht verliehen bekam.
Im Sommersemester 1999 vertrat er einen Lehrstuhl an der Universität Erlangen-Nürnberg, im Sommersemester 2001 vertrat er einen Lehrstuhl an der Universität Frankfurt (Oder). Ab dem folgenden Wintersemester hatte Heghmanns den Lehrstuhl für Strafrecht, Strafprozessrecht und Medienstrafrecht an der Universität Frankfurt (Oder) inne. Zum Wintersemester 2006/07 wechselte er an die Universität Münster auf den Lehrstuhl für Strafrecht, Strafprozessrecht, Medienstrafrecht und Strafvollzugsrecht. Von 2004 bis 2006 war Heghmanns zudem Richter am 2. Strafsenat des Brandenburgischen Oberlandesgerichts. Von 2007 bis 2023 war er Vorsitzender der 15. kleinen Strafkammer des Landgerichts Münster.

## Veröffentlichungen (Auswahl)
- Das Zwischenverfahren im Strafprozeß. Utz-Verlag, München 1991, ISBN 3-88259-871-9 (Dissertation).
- Grundzüge einer Dogmatik der Straftatbestände zum Schutz von Verwaltungsrecht oder Verwaltungshandeln. Duncker & Humblot, Berlin 2000, ISBN 3-428-10034-4 (Habilitationsschrift).
- Strafrecht für alle Semester – Besonderer Teil. Springer, Berlin, Wien 2009, ISBN 978-3-540-85313-8.
- Das Arbeitsgebiet des Staatsanwalts. 4. Auflage. Otto Schmidt Verlag, Köln 2009, ISBN 978-3-504-06134-0.
- Verteidigung in Strafvollstreckung und Strafvollzug. 2. Auflage. Heymanns, Köln 2012, ISBN 978-3-452-27703-9.